# 쿠마마니치 운하
쿠마마니치 운하는 쿠마강과 마니치강을 잇는 관개용 운하로 흑해와 카스피해를 연결한다. 16세기에서 18세기 사이의 유럽과 아시아의 경계로 분류한 기준에 따르면 이 운하를 유럽과 아시아의 경계로 볼 수 있다. 아조프해와 카스피해의 연결은 현재 볼가-돈 운하를 통해 이루어지고 있다. 이 운하를 깊게 하여 배가 오갈 수 있게 할 유라시아 운하 계획이 있다.

## 같이 보기
- 볼가-돈 운하